# Höhle der Libethrischen Nymphen
Die Höhle der Libethrischen Nymphen (altgriechisch Άντρο Λειβηθρίδων Νυμφών) liegt im Helikon westlich des böotischen Agia Triada in 820 m Höhe.

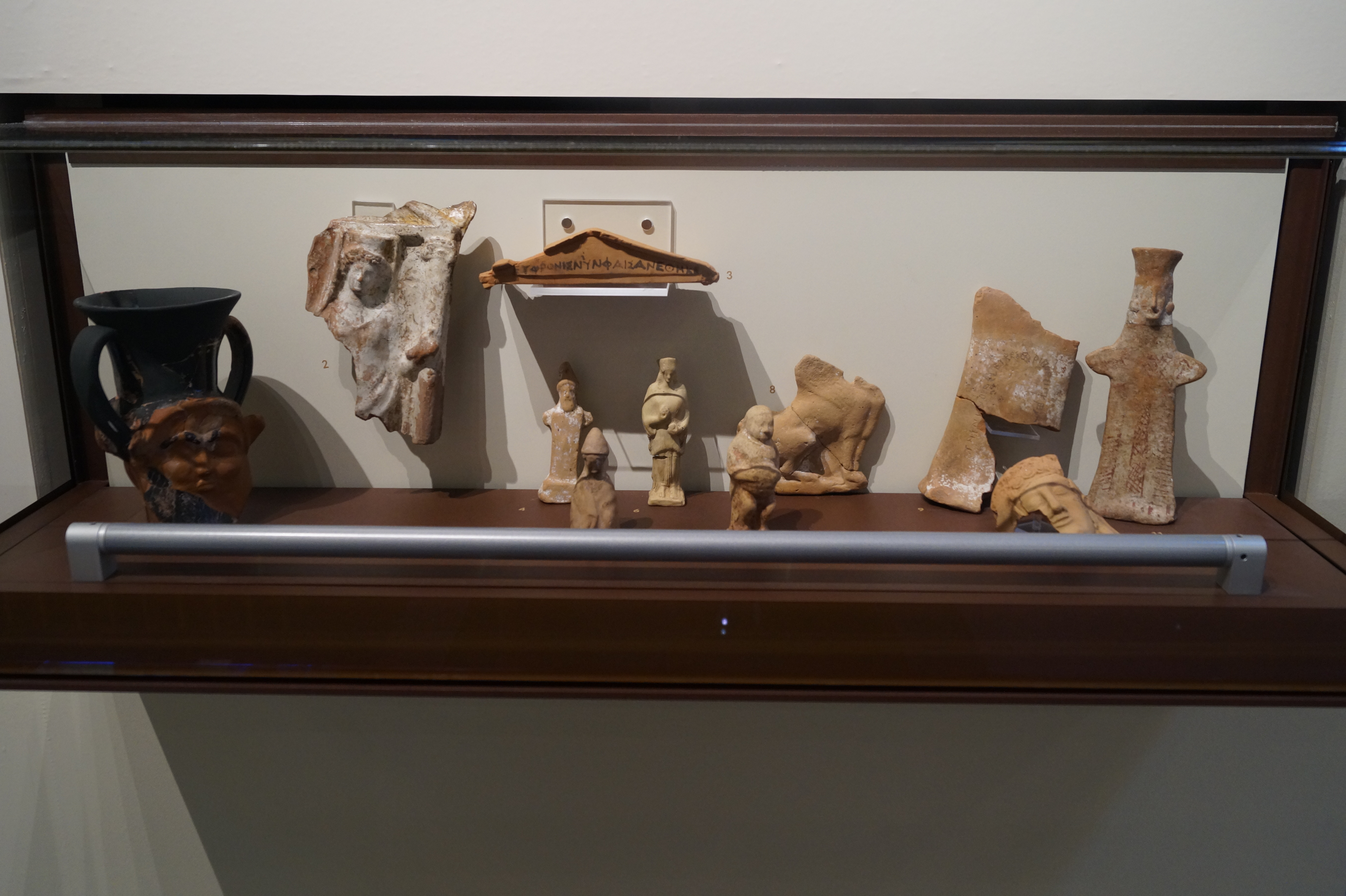
Archäologisches Museum Theben: Funde aus der Höhle der Libethrischen Nymphen

## Überlieferung
Nach Strabon wurde sie nach der Stadt Libethrum benannt. Pausanias berichtet, dass sie 40 Stadien (etwa 7,5 km) von Koroneia entfernt war und am Berg Libethrion lag. In der Nähe entsprangen die Quellen Libethrias und Petra.

## Geschichte
Schon in vorgeschichtlicher Zeit wurde die Höhle verwendet, wie Funde aus dem Neolithikum und der frühen und mittleren Bronzezeit zeigen. Ab etwa 650 v. Chr. wurde die Höhle als Kultstätte benutzt. Im Jahr 1985 wurden hier erste Versuchsgrabungen durchgeführt. Ab 1989 wurde die Höhle durch die Archäologin Vivi Vassilopoulou systematisch erforscht. Bis zu dieser Zeit wurde die Höhle als Pferch benutzt.

## Beschreibung
Der Hauptraum der Höhle hat eine Größe von etwa 8 m mal 10 m. In der Decke ist in etwa 15 m Höhe eine Öffnung, durch die Licht in die Höhle fällt. Im Nordwesten gibt es einen niedrigen und schmalen Zugang. Opfergaben wurden in Nischen außerhalb der Höhle oder im Hauptraum abgestellt. Anhand von Inschriften auf Opfergaben konnte die Höhle eindeutig als die der Libethrischen Nymphen identifiziert werden. An einer Wand fand sich auch eine Inschrift an die Nymphe Koroneia, die Amme des Dionysos.